# Salomão e a Rainha de Sabá
Solomon and Sheba (bra: Salomão e a Rainha de Sabá; prt: Salomão e a Rainha de Sabá ou Salomão e a Rainha do Sabá) é um filme épico estadunidense de 1959, do gênero drama histórico-romântico, dirigido por King Vidor, com roteiro de Anthony Veiller, Paul Dudley e George Bruce baseado em história de Crane Wilbur, por sua vez inspirada no Livro dos Reis e nas II Crônicas, da Bíblia.
Realizado em Technirama com colorido Technicolor, Salomão e a Rainha de Sabá foi distribuído pela United Artists.
Tyrone Power morreu durante as filmagens na Espanha e teve que ser substituído por Yul Brynner no papel de rei Salomão.
A trama cinematográfica diverge substancialmente das fontes bíblicas, principalmente na representação da rainha de Sabá como aliada do Antigo Egito e em oposição ao rei Salomão, de Israel, além de seu caso amoroso com o monarca.[carece de fontes?]
A produção alcançou notoriedade devido a uma cena de orgia ritual,[carece de fontes?] que incluía uma dança sensual de Gina Lollobrigida, intérprete da rainha de Sabá — mesmo sem nudez, foi uma sequência bastante licenciosa para os padrões da época.

## Elenco
- Yul Brynner...rei Salomão

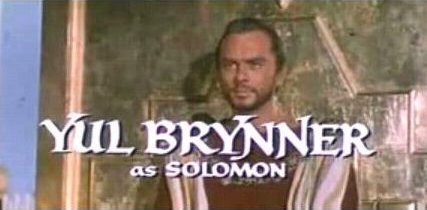
Yul Brynner em cena do trailer do filme

- Gina Lollobrigida...rainha de Sabá
- George Sanders...Adonias
- Marisa Pavan...Abisag
- David Farrar... faraó Siamun
- Harry Andrews...Baltor
- John Crawford...Joabe
- Laurence Naismith...Hezrai
- Finlay Currie...rei Davi
- Jean Anderson...Takyan
- William Devlin...Natã
- Jack Gwillim...Josias
- José Nieto...Ahab
- Maruchi Fresno...Betsabá (não creditado)
- Ramiel Peña...Zadoque (não creditado)

## Sinopse

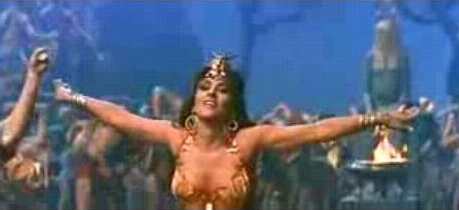
Gina Lollobrigida na cena da dança do ritual pagão

Depois de quarenta anos sob a liderança do Rei Davi, Israel está unificado e próspero e os beligerantes inimigos fronteiriços, que incluía o Egito e aliados, foram derrotados. Agora moribundo, Davi escolhe como seu sucessor por inspiração divina seu filho mais novo Salomão, contrariando o guerreiro Adonias que se considerava com o direito de ser o próximo rei. Coroado, Salomão não quer entrar em guerra com o irmão e deixa o comando do exército para Adonias e o braço-direito dele Joabe, enquanto constrói um Templo como prometera a seu pai. Reinando com sabedoria, Salomão torna Israel ainda mais próspero e sem guerras. Mas os reinos da fronteira temem o crescimento e a religião dos israelitas e articulam para derrubar Salomão. Um desses inimigos de Israel é a rainha de Sabá que prefere evitar a guerra e se oferece para ir à corte de Salomão, com o intuito de espioná-lo e assassiná-lo. Mas acaba cativada pela sabedoria e personalidade do rei e se apaixona, mas o culto pagão dela, ao ser tolerado por Salomão de ser praticado em Jerusalém, desagrada Deus e acaba com a unificação de Israel. Adonias, que nunca desistira de ficar com a coroa, resolve se aproveitar e planeja atacar o irmão se aliando ao Egito.[carece de fontes?]

## Produção
Edward Small anunciou planos para um filme sobre o Rei Salomão no início de 1953. No ano seguinte, Julius Epstein tinha escrito o roteiro para ele que pretendia contar com a produção de Clarence Greene e Russell Rouse (sob a supervisão de Small). Small então anunciou que estava desenvolvendo o projeto com Arthur Hornblow Jr. e em 1955 Gina Lollobrigida foi contratada. A United Artists concordou em ser a distribuidora no ano seguinte. Small providenciou antecipadamente 75% (do total de 6 milhões de dólares) do orçamento do filme, cabendo a United Artists o restante 25%.
Lollobrigida tornou-se parceira financeira, sob a garantia de uma porcentagem dos lucros O papel do Rei Salomão ficara entre Tyrone Power e Yul Brynner; o primeiro assinou após parte do roteiro ter sido reescrito.
O envolvimento de Power fez com que o filme se tornasse uma coprodução com a produtora dele, a Copa Productions, liderada por Ted Richmond. Nesse intervalo, Small e Hornblow tinham realizado juntos Witness for the Prosecution e mantinham um contrato mas decidiram terminar a sociedade. Small se associou à Copa Productions, com Hornblow retendo um ganho financeiro
O filme foi realizado em Madri e Valdespartera, Zaragoza, Espanha. A produção começou em 15 de setembro de 1958 e esperava-se terminá-la em meados de dezembro daquele ano.

### Morte de Tyrone Power
Dois terços foram filmados pela unidade que estava em Madri quando, em 15 de novembro, Tyrone Power, encenando um duelo com George Sanders, reclamou de dores em seu braço esquerdo e no peito. Internado às pressas num hospital, morreu de enfarte pouco depois; sua esposa, grávida, o acompanhava. Um funeral foi realizado em 16 de novembro, na base aérea norte-americana de Torrejon.
Os produtores do filme ficaram abalados. As cenas de amor ainda não haviam sido feitas, outro ator deveria entrar para o elenco se o roteiro continuasse como estava; as cenas de batalha tinham sido filmadas e a maior parte poderia ser aproveitada, apenas adicionando-se close-ups do novo ator. Outra possibilidade discutida era reescrever o roteiro aproveitando as cenas de Power, ou usar o trabalho do ator na primeira metade do filme (como "Salomão jovem"), ficando o novo ator para aparecer na segunda metade. Isso ficou difícil pois tinha que ter a aprovação de três parceiros, estrela e diretor: Small, Copa Productions e Gina Lollobrigida.
Em 16 de novembro Small ofereceu o papel de Salomão a Yul Brynner, amigo de Power, e o ator aceitou. Com isso o ator desistiu do papel em Spartacus, com o qual tinha se comprometido.Mas a United Artists não tinha conversado com Brynner e ficou relutante em aceitar as condições oferecidas a ele. Ted Richmond queria deixar a produção e por algum tempo o destino do filme ficou incerto.
Outra opção para o cancelamento fora cogitada: os produtores haviam feito um seguro de 3 milhões de dólares no caso do falecimento de um dos seis protagonistas Lloyds de Londres pagava 100.000 dólares diários durante a interrupção. Ao final, decidiram continuar com o projeto com Brynner no papel de Salomão.
O filme foi completado em dez semanas após muitas dificuldades em manter-se o orçamento estimado de 6 milhões de dólares. Mas era relativamente barato considerando-se a escala do projeto e a Espanha se tornou preferencial para produções de  Hollywood.

## Lançamento
Solomon and Sheba estreou mundialmente em 27 de outubro de 1959 no Cine Astoria, Charing Cross Road, Londres, apresentado em película de 70mm.

### Recepção
Solomon and Sheba foi recebido com indiferença ou negativamente e a atuação de Yul Brynner foi criticada por nada menos que o diretor do filme, King Vidor, que achava que Tyrone Power se saíra melhor como um rei em conflito do que Brynner, que aparentemente mostrava estar inseguro A revista Variety, contudo, elogiou algumas cenas escrevendo (tradução livre/aproximada) "cenas magnificamente produzidas", e descreveu Lollobrigida como tendo exibido "a rainha que era uma mulher cerebral e também com uma beleza sensual". Continuando, a revista disse que Brynner "teve uma atuação refinada ao apresentar Salomão como um cantor e poeta, mas que ao final se mostra um homem comum de carne e sangue que não resistiu à Rainha de Sabá".

### Bilheteria
O filme arrecadou cerca de 5,5 milhões de dólares na América do Norte e no total 12,2 milhões.